# Cumnoria
Cumnoria („ze vsi Cumnor“) byl rod menšího iguanodontního ornitopodního dinosaura, žijícího v období svrchní jury (věk kimmeridž, před 157 až 152 miliony let) na území dnešní Velké Británie (hrabství Oxfordshire).

## Historie

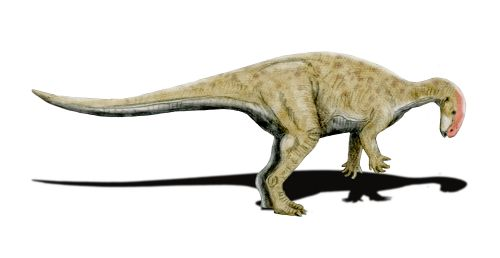
Cumnoria - rekonstrukce vzezření.

Fosilie tohoto ornitopoda (holotyp nese označení OXFUM J.3303) byly objeveny dělníky v lomu Chawley Brick Pits v obci Cumnor několik kilometrů od Oxfordu, a to v sedimentech souvrství Kimmeridge Clay. V roce 1879 se dostaly do rukou profesora anatomie George Rollestona a následně paleontologa Josepha Prestwiche, který o nich poprvé pojednal v odborné literatuře. Původně byl tak tento taxon roku 1880 popsán jako Iguanodon prestwichi, později však Harry Govier Seeley změnil rodové jméno na Cumnoria, podle obce Cumnor, v níž byly fosilie dinosaura objeveny. Jen o rok později však další britský paleontolog Richard Lydekker zahrnul tento taxon do rodu Camptosaurus. Tento názor byl poté uznáván více než století. Až další výzkum z roku 1998 ukázal, že se ve skutečnosti jedná o samostatný rod a bylo tedy znovu stanoveno jméno Cumnoria prestwichi. Dnes je tento rod řazen do kladu Styracosterna.

## Popis a zařazení
Cumnoria byl menší rod iguanodontního ornitopoda, dosahující délky kolem 5 metrů a hmotnosti v řádu stovek kilogramů Vzhledem k tomu, že je znám pouze juvenilní exemplář o délce kolem 3,5 metru, přesná dospělá velikost není známá. Blízce příbuzným druhem tohoto styrakosterna je například severoamerický taxon Uteodon aphanoecetes z Utahu.